# Krzysztof Koziołek
Krzysztof Koziołek (ur. w 1978 w Zielonej Górze) – polski pisarz i dziennikarz, autor powieści kryminalnych.

## Życiorys
Absolwent politologii na Uniwersytecie Zielonogórskim. Przez pięć lat pracował jako dziennikarz w Gazecie Lubuskiej, następnie w Tygodniku Krąg.
Debiutował w 2007 powieścią sensacyjną Droga bez powrotu. Kolejna powieść kryminalna, Święta tajemnica, była nominowana do Lubuskiego Wawrzynu Literackiego. Za powieść Miecz zdrady jej autor został zgłoszony do Paszportu „Polityki” 2010. W 2011 otrzymał Lubuską Nagrodę Literacką dla najbardziej obiecującego lubuskiego pisarza. Mieszka w Zielonej Górze.

## Twórczość
- Droga bez powrotu (2007)[1]
- Święta tajemnica (2009)[2]
- Miecz zdrady (2010)[3]
- Premier musi zginąć (2011)[4]
- Trzy dni Sokoła (2011)[5]
- Bóg nie weźmie w tym udziału (2012)[6]
- Instrukcja 0066 (2012)[7]
- Ława przysięgłych (2015)[8]
- Furia rodzi się w Sławie (2015)[9]
- Będę Cię szukał, aż Cię odnajdę (2016)[10]
- Operacja Aksamit (2016)[11]
- Góra Synaj (2017)[12]
- Imię Pani (2017)[13]
- Wzgórze Piastów (2018)[14]
- Nie pozwól mi umrzeć (2018)
- Nad śnieżnymi kotłami
- Będę cię szukał aż cię pokocham (2019)
- Chiński wirus (2020)
- Enigma:liczba wszystkich liczb (2022)